# Bucchero

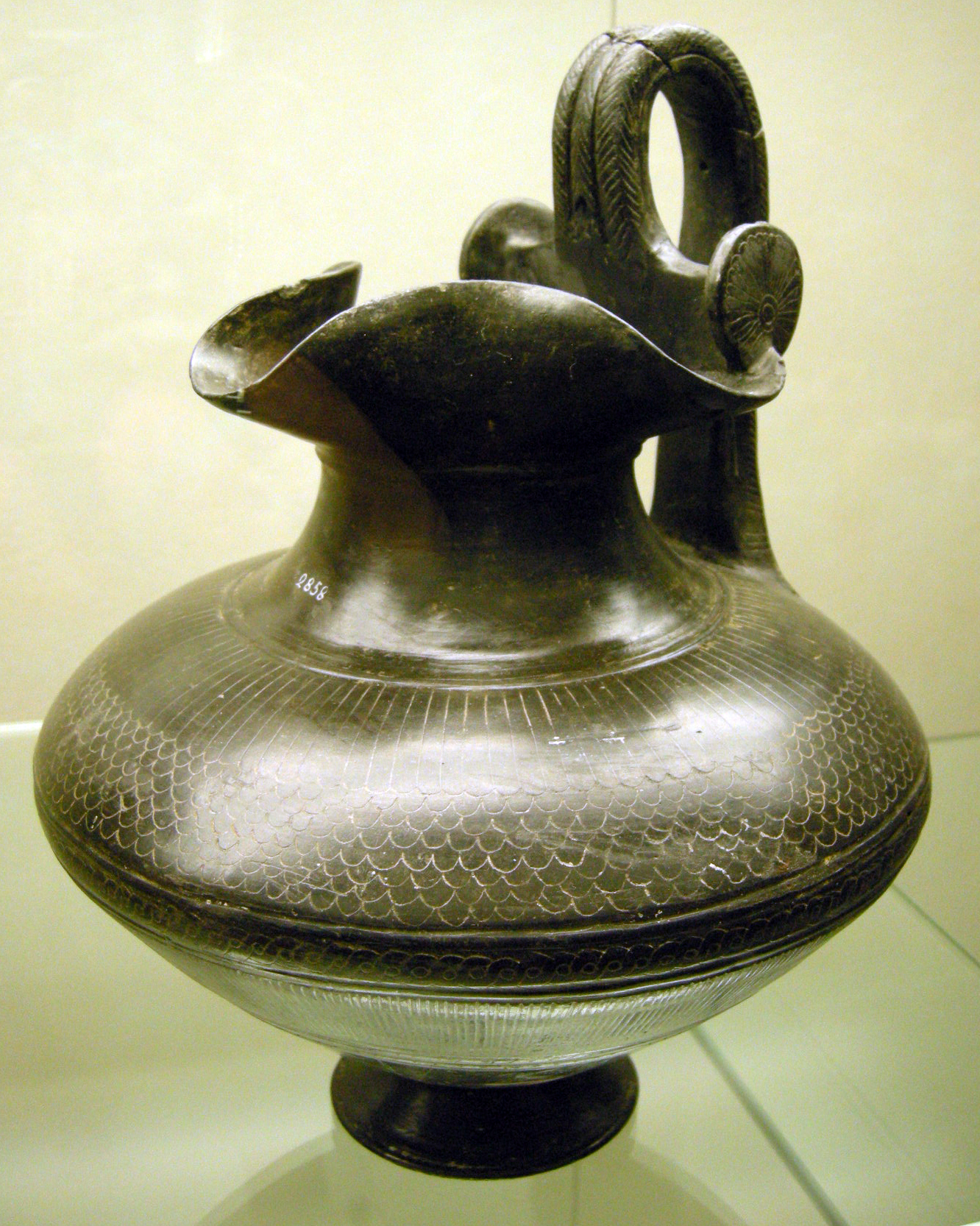
Oinochoe en bucchero.

Bucchero és una paraula en italià que designa un tipus de ceràmica que es produïa a la Itàlia central en època preromana (etrusca). Aquesta paraula deriva del llatí poculum, un recipient per a beure.
Es creu que les primeres obres es van fer a principis del segle VII aC, a l'assentament etrusc de Cerveteri.
El mètode de cocció tornava negra aquesta ceràmica i donava una brillantor metàl·lica a la superfície No se sap si hi ha o no relació amb l'impasto, la ceràmica típica de la cultura de Villanova.

## Imatges

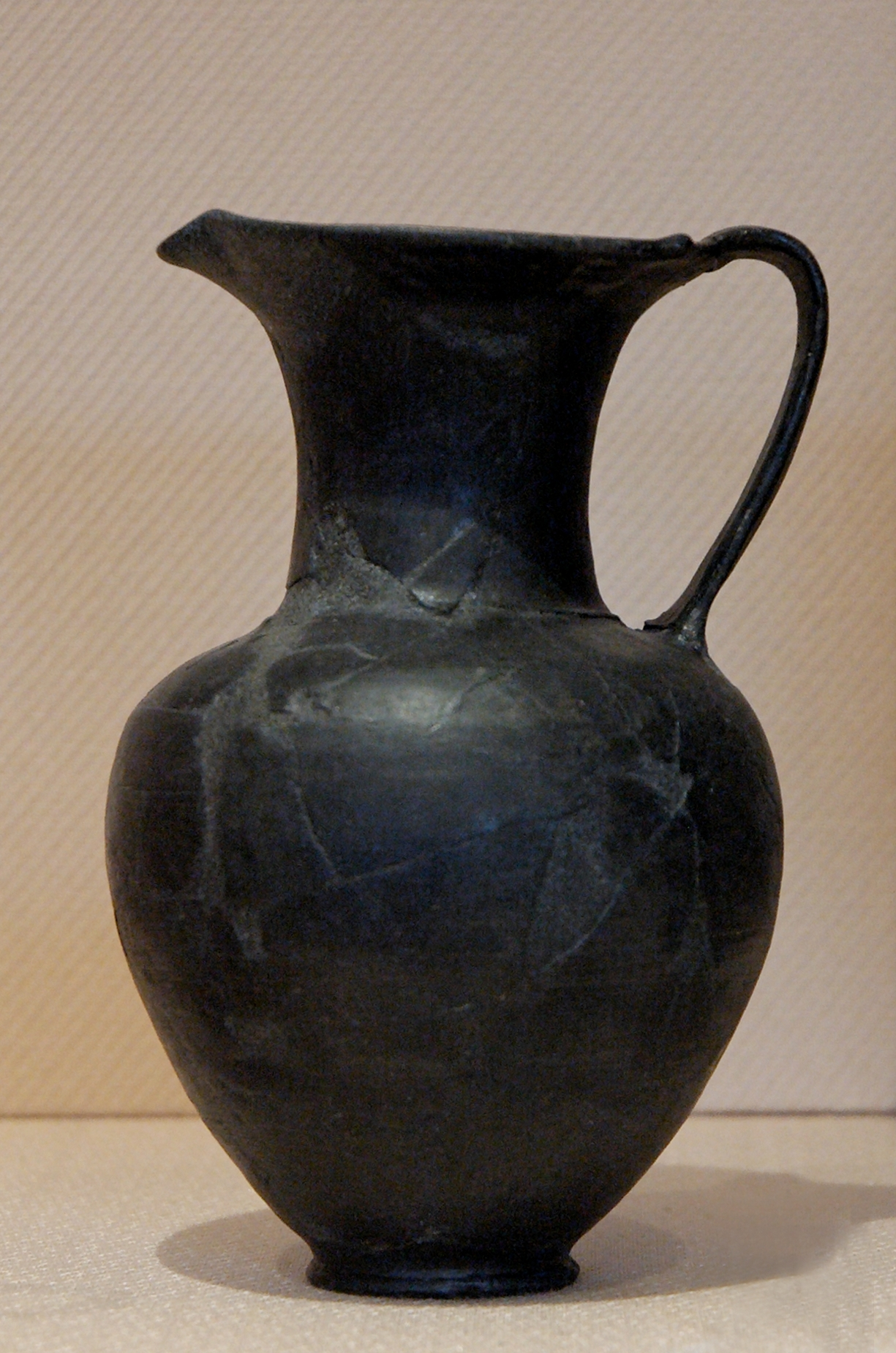
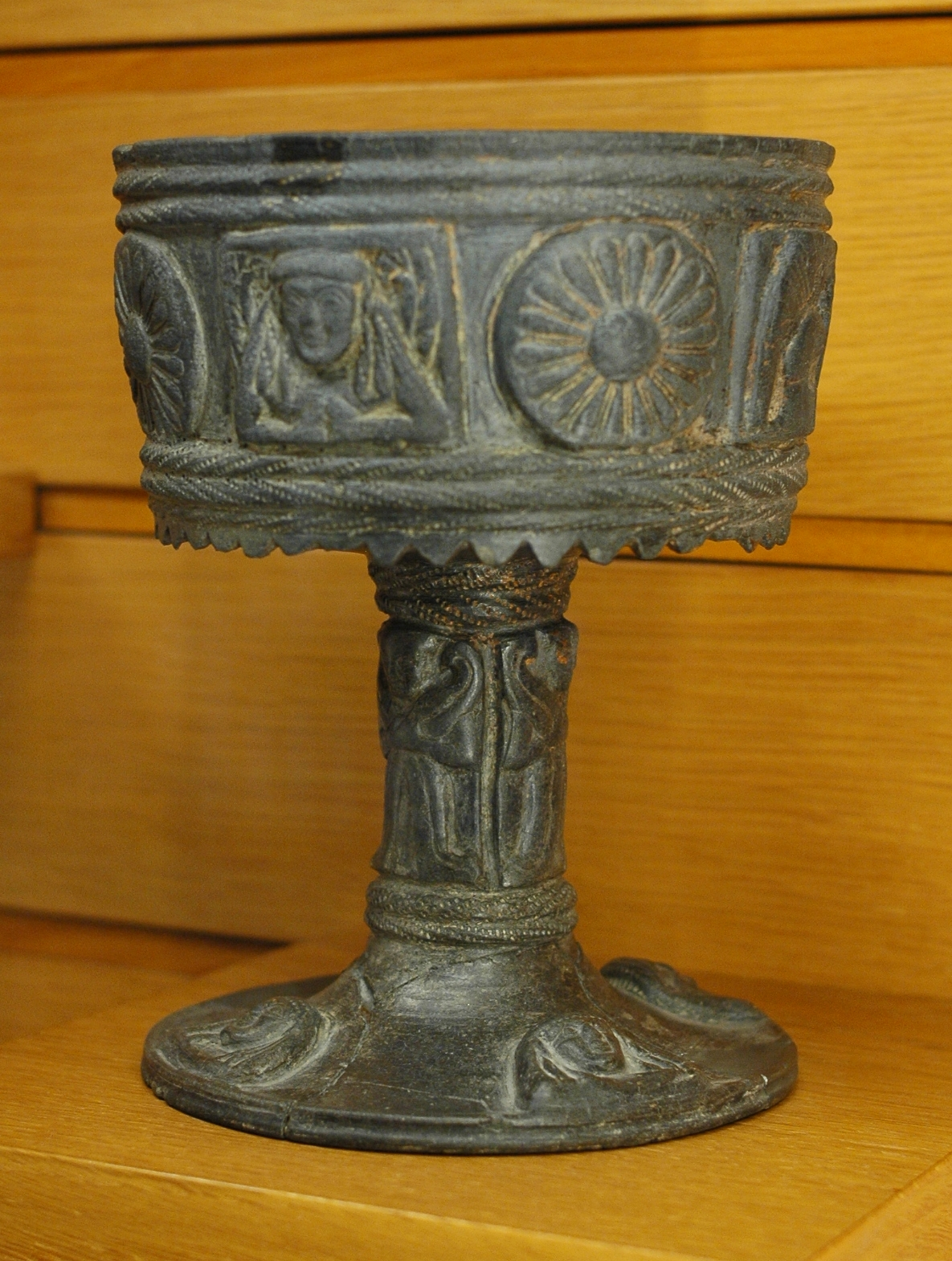
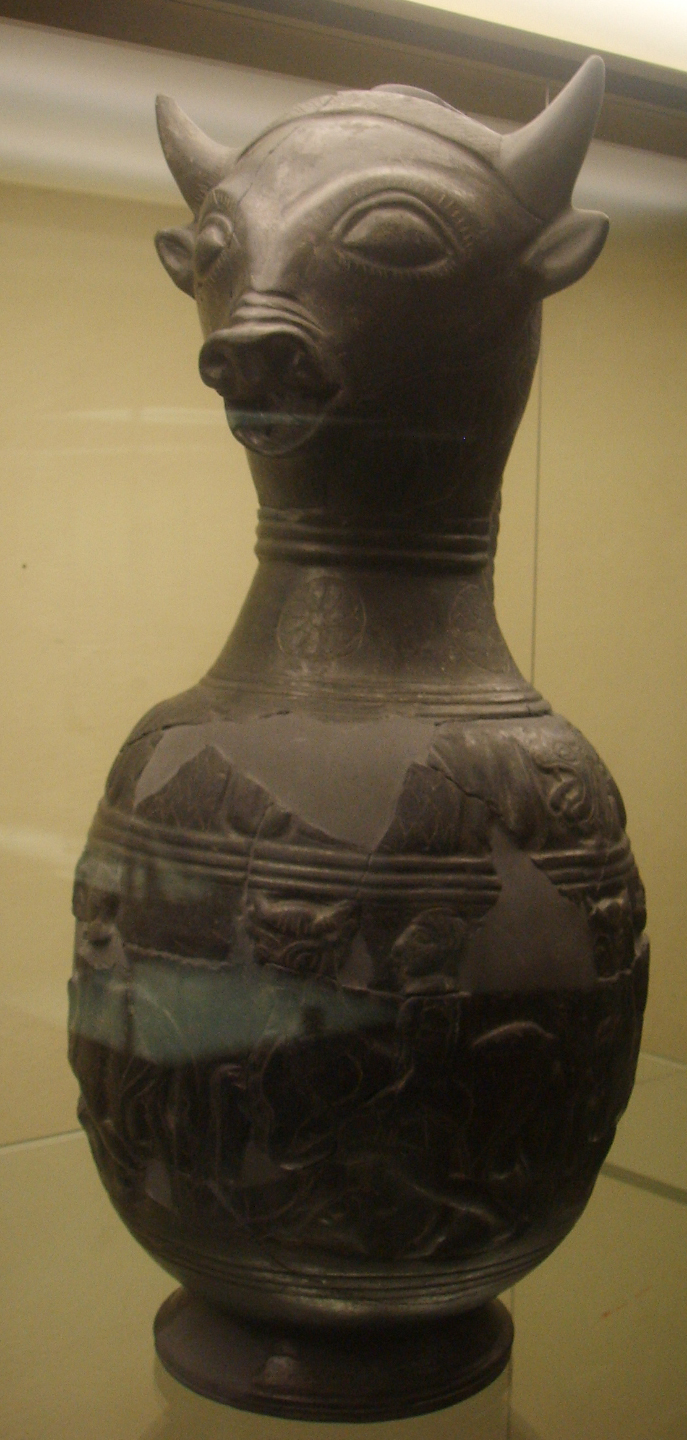